# Пісня моря
«Пісня моря» (англ. Song of the Sea, ірл. Amhrán na Mara) — анімаційне драматичне фентезі режисера та продюсера Томма Мура, спільного виробництва Ірландії, Бельгії, Данії, Франції та Люксембургу.
Як і інші фільми студії Saloon у «Пісні моря» використовується мальована анімація. Виробництво фільму стартувало невдовзі після релізу «Таємниці абатства Келс». Прем'єра відбулася на Міжнародному кінофестивалі у Торонто 6 вересня 2014 року в рамках програми TIFF Kids. Фільм вийшов у обмеженому прокаті в ряді країн, отримав схвалення кінокритиків і номінацію на премію Оскар.
Український переклад зробила студія Омікрон на замовлення Гуртом.

## Сюжет
Конор, доглядач маяка, живе на острові зі своїм сином Беном, вагітною дружиною Броною та їхньою староанглійською вівчаркою Ку на узбережжі Ірландії. Одного разу пізно ввечері Брона зникає, ймовірно, померши після народження доньки на ім'я Сірша.
Шість років потому Конор зломлений, Сірша німа, а Бен вороже налаштований до Сірші, звинувачуючи її у зникненні Брони. На день народження Сірші до них приїжджає бабуся, яка вважає маяк непридатним місцем для виховання дітей. Тієї ночі Бен лякає Сіршу історією про Мак Ліра та його матір Маху, Совину відьму, які вкрали його почуття і перетворили на камінь. Пізніше Сірша грає на ріжку з морської мушлі, подарованому Бену їхньою матір'ю, і приводить її до білої шуби з тюленячої шкіри в шафі Конора. Вона одягає шубу і йде до групи тюленів у морі, видаючи себе за селку. Після купання її знаходить на березі моря бабуся, яка наполягає на тому, щоб забрати дітей до себе додому на материк. Конор неохоче погоджується, незважаючи на протести Бена, замикає шубу в скриню і викидає її в море.
На Геловін Сірша грає мушлею Бена, і це привертає до неї увагу фейрі «Na Daoine Sídhe». Вони з Беном намагаються повернутися додому, але натрапляють на фей, які сподіваються, що вона дозволить їм повернутися до Tír na nÓg. Однак на них нападають сови Махи, перетворюючи фей на камінь. Сестри і брат тікають з місця події, сідають на сільський автобус і зустрічають Ку, який їхав за ними. Однак Сірша починає хворіти, бо не має тюленячої шуби і перебуває далеко від океану. Вони натрапляють на святу криницю, в яку Сірша пірнає. Бен слідує за нею і зустрічає Великого Шоначаї: вони дізнаються, що Сіршу викрав Мача, і вона німа, тому що їй потрібна шуба, і вона скоро помре, якщо не отримає її назад. Він дає Бену одну зі своїх волосин, яка приведе його до Махи. Коли він іде за волосиною, вона показує йому, що Брона — сама селка — була змушена повернутися до океану в ніч народження Сірши, залишивши свого чоловіка та дітей. Після того, як Бен дізнався правду, стіни з волосся відкриваються, показуючи йому вихід і шлях до будинку. Фейрі, які перетворилися на камінь, застерігають Бена уникати банок, просять його бути обережним і хоробрим та бажають йому удачі.
Потім Бен зустрічає Машу, яка розповідає, що коли Мак Лір страждав від розбитого серця, вона перетворила його на острівець біля їхнього будинку. Вона сповнена рішучості зробити так само для всіх, навіть для себе, щоб позбавити їх болю. Бену вдається врятувати Сіршу, повернути Маші її почуття і дозволити їй зрозуміти, що забирати почуття не допомагає. Вона допомагає їм летіти додому разом з двома собаками Фейрі, а Конор намагається відвезти Сіршу до лікарні. Бен пірнає в море в пошуках пальта Сірши і знаходить його за допомогою тюленів. Після того, як Конор приносить його на човен, Сірша одягає пальто на себе, і її голос дивує Бена і Конора. Пальто Сірши перетворює її на маленького тюленя. Бен їде на її спині, а його батько — на спині іншого тюленя до острова Мак-Лір. Потім групу викидає на острів Мак-Лір, але здоров'я Сірши не повністю відновлюється. Бен намагається змусити Сіршу заспівати, і врешті-решт вона співає «Пісню моря». Пісня повертає здоров'я Сірші, а також феям і духам, яких Маха перетворила на камінь, і відкриває шлях до Тір-на-Ног.
Здається, що Брона забирає Сіршу до Тір-на-Ноґа з собою, але Бен і Конор благають дозволити Сірші залишитися з ними, бо вона — все, що у них є, бо вона — все, що у них є. Оскільки вона наполовину людина, вибір залишається за Сіршою, яка вирішує залишитися з батьком і братом, навіть якщо це означає відмовитися від своїх сил селки і стати повноцінною людиною, якщо Брона візьме пальто Сірши, щоб розплутати їхні світи. Прийнявши рішення доньки, Брона бере її пальто. Конор каже Броні, що дуже її кохає, і вони цілуються. Бен просить Брону також залишитися, але вона не може і просить його пам'ятати її у своїх розповідях та піснях, і що вона завжди буде любити його, перш ніж поцілувати сина в лоб. Після слізного прощання Бен і його сім'я щасливо повертаються додому, на свій острів, куди нарешті приїжджає бабуся, і Конор каже їй, що тепер він достатньо здоровий, щоб піклуватися про дітей.
У сцені в середині титрів сім'я щасливо розмальовує мурал свого будинку, Бронаху та фей, святкує день народження Бена, а Бен і Сірша, тепер уже ближчі, ніж будь-коли, йдуть купатися з Ку та тюленями в океані.

## Актори озвучування
| Актор             | Роль                                |
| ----------------- | ----------------------------------- |
| Девід Роул        | Бен                                 |
| Брендан Глісон    | Конор / Мак Лір                     |
| Фіоннула Фленаґан | бабуся / Маха                       |
| Ліза Ганніґан     | матір Бена та Сірши Бронах          |
| Люсі О'Коннелл    | Сірша                               |
| Джон Кенні        | капітан порому Ден / Великий Шанаши |
| Пет Шортт         | Лаг                                 |
| Колм О Снодайх    | Моссі                               |
| Лаям Гурікен      | Спад / Водій автобуса               |
| Кевін Свірш       | малий Бен                           |

## Саундтрек
Оригінальний саундтрек до фільму написаний композитором Брюно Куле у співпраці з ірландським гуртом Kíla. Саундтрек-альбом з 25 піснями з фільму було випущено на цифрових носіях Decca Records 9 грудня 2014 року.
| Пісня моря | Пісня моря                                                                                           | Пісня моря |
| #          | Назва                                                                                                | Тривалість |
| ---------- | --- | ---------- |
| 1.         | «Song of the Sea» (виконано Лізою Ганніґан)                                                          | 2:42       |
| 2.         | «The Mother's Portrait»                                                                              | 2:26       |
| 3.         | «The Sea Scene»                                                                                      | 2:42       |
| 4.         | «The Song» (виконано Лізою Ганніґан та Люсі О'Коннелл)                                               | 5:16       |
| 5.         | «The Key in the Sea»                                                                                 | 0:59       |
| 6.         | «The Derry Tune»                                                                                     | 1:58       |
| 7.         | «In the Streets»                                                                                     | 1:05       |
| 8.         | «Dance with the Fish»                                                                                | 2:05       |
| 9.         | «The Seals»                                                                                          | 0:45       |
| 10.        | «Something Is Wrong» (виконано Лізою Ганніґан)                                                       | 2:04       |
| 11.        | «Run»                                                                                                | 2:31       |
| 12.        | «Head Credits» (виконано Лізою Ганніґан)                                                             | 1:44       |
| 13.        | «Get Away»                                                                                           | 1:18       |
| 14.        | «Help»                                                                                               | 2:33       |
| 15.        | «Sadness»                                                                                            | 1:06       |
| 16.        | «Molly»                                                                                              | 1:05       |
| 17.        | «I Hate You»                                                                                         | 1:33       |
| 18.        | «Who Are You»                                                                                        | 1:19       |
| 19.        | «The Storm»                                                                                          | 1:55       |
| 20.        | «Katy's Tune»                                                                                        | 3:30       |
| 21.        | «In the Bus» (виконано Лізою Ганніґан)                                                               | 0:44       |
| 22.        | «The Thread» (виконано Лізою Ганніґан)                                                               | 2:24       |
| 23.        | «Amhrán Na Farraige» (виконано Лізою Ганніґан)                                                       | 2:45       |
| 24.        | «Song of the Sea (Lullaby) (From "Song of the Sea")» (виконано Нольвенном Леруа)                     | 3:46       |
| 25.        | «La chanson de la mer (berceuse) (Extrait du film "Le chant de la mer")» (виконано Нольвенном Леруа) | 3:47       |
| 54:02      | |            |

## Критика
«Пісня моря» отримала позитивні відгуки кінокритиків. На сайті Rotten Tomatoes фільм має рейтинг 99 % і середню оцінку 8,4/10, оснований на 86 відгуках. На Metacritic фільм має рейтинг 85 на основі 24 рецензій.

## Нагороди
| Рік  | Премія                                                                 | Категорія                                               | Номінанти                                                    | Результат |
| ---- | ---------------------------------------------------------------------- | ------------------------------------------------------- | ------------------------------------------------------------ | --------- |
| 2014 | Festival International des Voix du Cinéma d'Animation (Лекат, Франція) | Prix Spécial du Jury                                    | «Пісня моря»                                                 | Перемога  |
| 2015 | 42-а премія «Енні»                                                     | Найкращий анімаційний повнометражний фільм              | Томм Мур, Пол Янг                                            | Номінація |
| 2015 | 42-а премія «Енні»                                                     | Дизайн персонажів у анімаційному повнометражному фільмі | Томм Мур, Мері Торхадж, Сандра Андерсон, Роза Баллестер Кабо | Номінація |
| 2015 | 42-а премія «Енні»                                                     | Найкращий режисер повнометражного анімаційного фільму   | Томм Мур                                                     | Номінація |
| 2015 | 42-а премія «Енні»                                                     | Музика у фільмі                                         | Брюно Куле і Kíla                                            | Номінація |
| 2015 | 42-а премія «Енні»                                                     | Робота художника-постановника у анімаційному фільмі     | Адріен Меріго                                                | Номінація |
| 2015 | 42-а премія «Енні»                                                     | Сценарій анімаційного фільму                            | Вілл Коллінс                                                 | Номінація |
| 2015 | 42-а премія «Енні»                                                     | Монтаж анімаційного фільму                              | Дарраг Бірн                                                  | Номінація |
| 2015 | 19-а премія «Супутник»                                                 | Найкращий анімаційний фільм                             | «Пісня моря»                                                 | Перемога  |
| 2015 | «Сезар»                                                                | Найкращий анімаційний фільм                             | «Пісня моря»                                                 | Номінація |
| 2015 | «Оскар»                                                                | Найкращий анімаційний повнометражний фільм              | «Пісня моря»                                                 | Номінація |
| 2015 | Премія IFTA                                                            | Найкращий фільм                                         | «Пісня моря»                                                 | Перемога  |
| 2015 | Премія IFTA                                                            | Найкращий сценарій фільму                               | Вілл Коллінс                                                 | Номінація |
| 2015 | Європейський кіноприз                                                  | Найкращий анімаційний повнометражний фільм              | «Пісня моря»                                                 | Перемога  |
| 2016 | «Магрітт»                                                              | Найкращий іноземний фільм у копродукції                 | «Пісня моря»                                                 | Номінація |
| 2016 | 21-а премія «Імперія»                                                  | Найкращий анімаційний фільм                             | «Пісня моря»                                                 | Номінація |